# وكالة العلوم والتكنولوجيا اليابانية
وكالة العلوم والتكنولوجيا اليابانية (باليابانية: 科学 技術 振興 機構) هي وكالة حكومية تهدف إلى بناء البنية التحتية الازمة لدعم نشر المعرفة في اليابان . وهي إحدى وكالات البحث والتطوير تحت إشراف مونبوشو و ايضاً مجلس العلوم والتكنولوجيا والابتكار . وتقع مقراته الرئيسية في كاواغوتشي (سايتاما) في طوكيو الكبرى و مقر اخرى في حي تشيودا في مركز طوكيو.
تأسست وكالة العلوم و التكنولوجيا اليابانية في عام 1996 من خلال دمج مركز المعلومات الياباني للعلوم والتكنولوجيا (الذي تأسست عام 1957) والمؤسسة اليابانية لتطوير الأبحاث ( التي أسست عام 1961). بنهاية للتشكل الوكالة علوم وتكنولوجيا اليابانية عام 2003 ، لتكون بدلاً لمؤسسة العلوم والتكنولوجيا اليابانية .